# Liste der Bodendenkmäler in Weibersbrunn
Auf dieser Seite sind die Bodendenkmäler in der unterfränkischen Gemeinde Weibersbrunn zusammengestellt. Diese Tabelle ist eine Teilliste der Liste der Bodendenkmäler in Bayern. Grundlage ist die Bayerische Denkmalliste, die auf Basis des Bayerischen Denkmalschutzgesetzes vom 1. Oktober 1973 erstmals erstellt wurde und seither durch das Bayerische Landesamt für Denkmalpflege geführt wird. Die folgenden Angaben ersetzen nicht die rechtsverbindliche Auskunft der Denkmalschutzbehörde.

## Bodendenkmäler der Gemeinde

### Bodendenkmäler in der Gemarkung Rohrbrunner Forst
| Lage                         | Objekt                                               | Akten-Nr.     | Bild |
| ---------------------------- | ---------------------------------------------------- | ------------- | ---- |
| Rohrbrunner Forst (Standort) | Spätmittelalterliche bis frühneuzeitliche Glashütte. | D-6-6022-0007 |      |

### Bodendenkmäler in der Gemarkung Weibersbrunn
| Lage                    | Objekt | Akten-Nr.     | Bild           |
| ----------------------- | --- | ------------- | -------------- |
| Weibersbrunn (Standort) | Frühneuzeitliche Glashütte und untertägige Bauteile der spätneuzeitlichen Katholischen Pfarrkirche St. Johann von Nepomuk von Weibersbrunn. | D-6-6022-0008 | weitere Bilder |
| Weibersbrunn (Standort) | Spätmittelalterliche bis frühneuzeitliche Glashütte.                                                                                        | D-6-6022-0009 |                |
| Weibersbrunn (Standort) | Neuzeitliche Glashütte. | D-6-6022-0017 |                |
| Weibersbrunn (Standort) | Archäologische Befunde im Bereich der abgegangenen frühneuzeitlichen Kapelle in Weibersbrunn.                                               | D-6-6022-0026 |                |